# Julius Kricheldorff

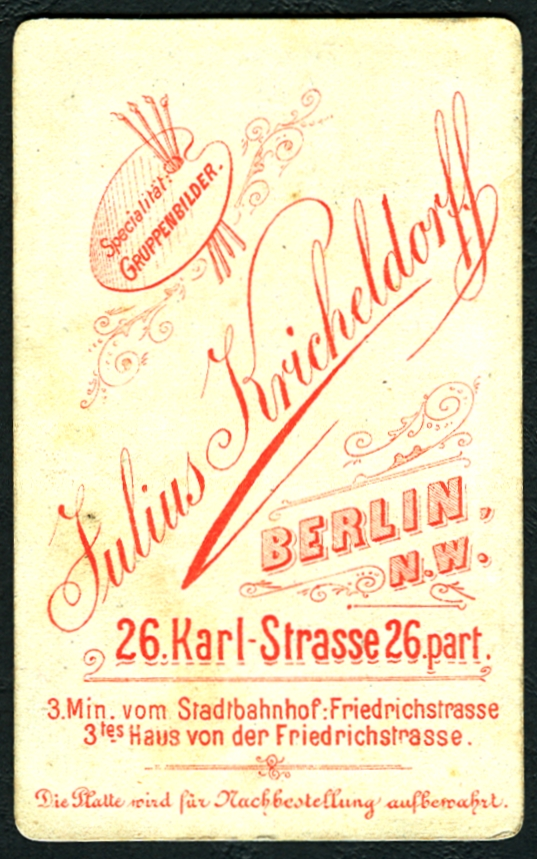
Revers einer Carte de Visite aus der Karlstraße 26: „Specialität Gruppenbilder“. Um 1888

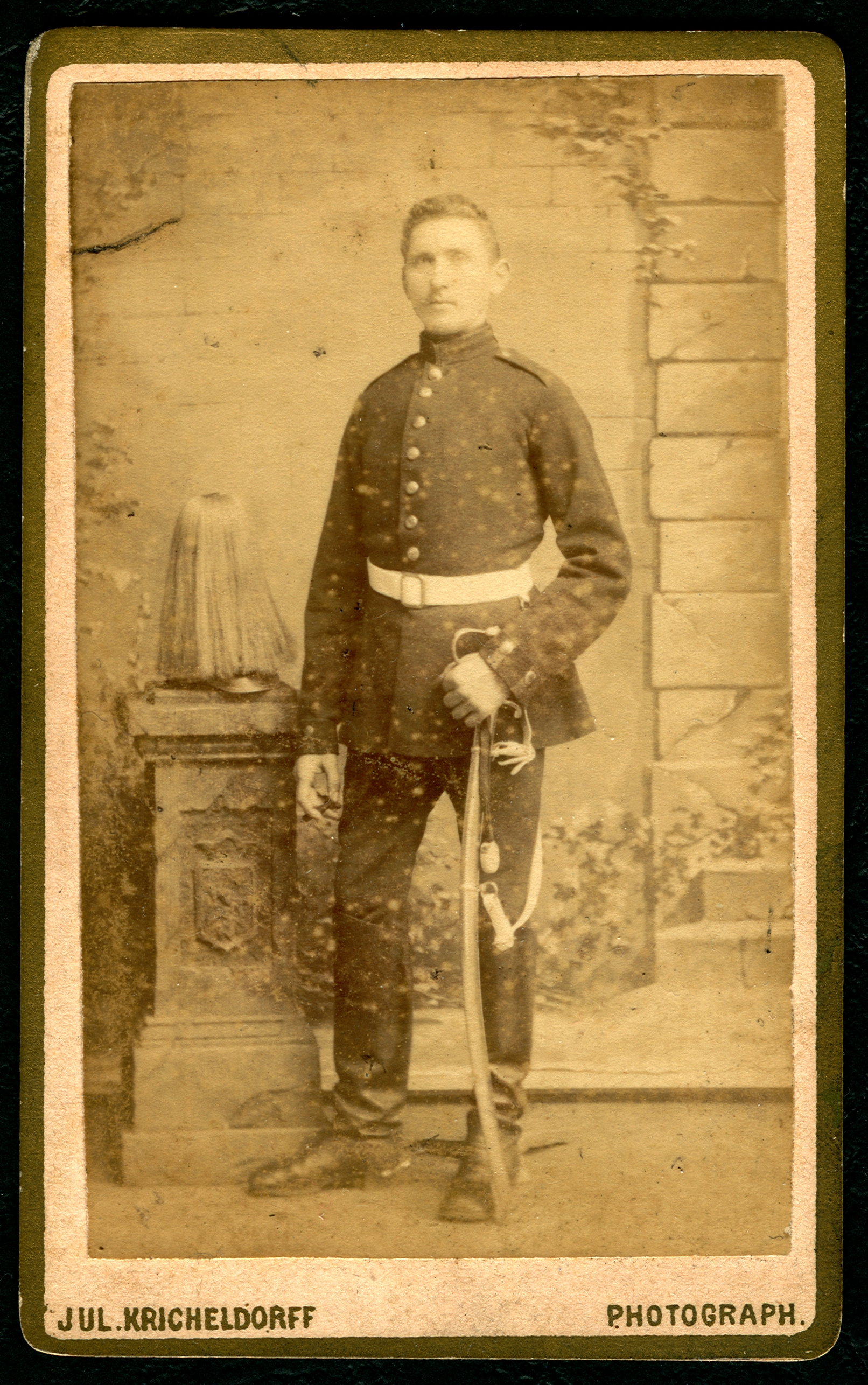
Atelierfotografie eines Soldaten mit Säbel und abgesetztem Paradehelm; ausgeblichen und stockfleckig

Johann Gottfried Julius Kricheldorff (* 10. Juli 1830 in Berlin; † 10. Mai 1910 ebenda) war ein deutscher Fotograf.

## Leben

### Ateliers

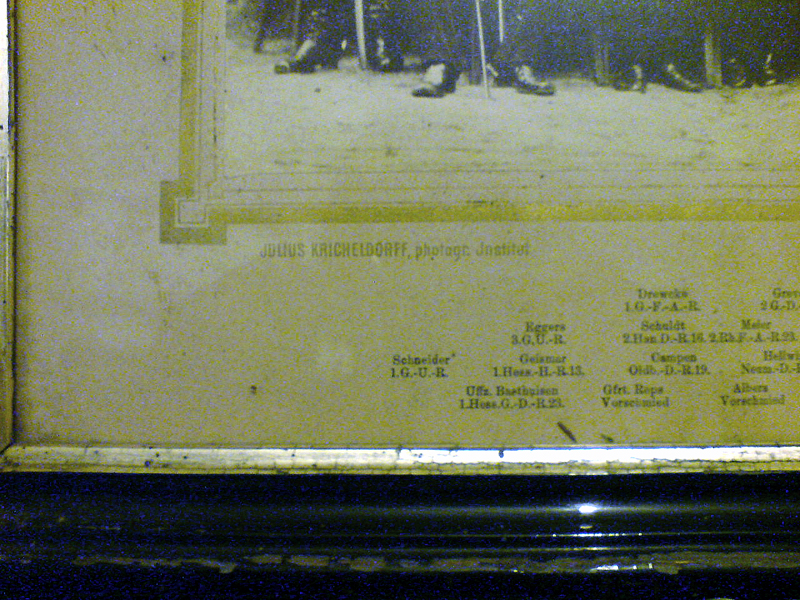
Julius Kricheldorff, photogr. Institut,
Schriftzug unter Schmuckrahmen im Bilderrahmen

Ein erstes Fotografen-Atelier betrieb Julius Kricheldorff bereits von 1855 bis 1887 in der Königsstraße in Berlin. Sein „Photographisches Institut“ befand sich im Haus Nr. 32. Ab 1888 ist sein Atelier in der Berliner Karlstraße 26 nachgewiesen. Unter derselben Adresse inserierte er mehrfach in der Entomologischen Zeitschrift, in der er Falter, Larven und Raupen anbot.
Sein Sohn Fritz Kricheldorff (* 1864; † 1933) wurde ebenfalls Fotograf und produzierte außerdem zu Beginn des 20. Jahrhunderts in der Karlstraße 26 Fotoapparate: Um 1895 entwickelte er die erste „Spiegel-Reflex-Klappcamera“. Für seine „Spiegel-Reflex-Klapp-Camera Modell 1910“ meldete er ein Patent an.

### Auszeichnungen
Laut Eigenauskunft einer Carte de visite Kricheldorffs wurde er auf folgenden Weltausstellungen prämiert:
- 1893 auf der World’s Columbian Exposition in Chicago[11]
- 1894 auf der Weltausstellung in Antwerpen,[11] sowie
- 1895 auf der Weltausstellung in Amsterdam.[11]

### Werke
- 1872 fertigte Kricheldorff Aufnahmen zur Illustration von Julius Wolffs Artikel Beiträge zur Lehre von der Heilung der Fracturen an, der im Archiv für klinische Chirurgie 14 erschien.[12]
- Um 1890 wurde anlässlich des 3000-Meter-Weltrekords ein Holzschnitt mit dem Titel Der Dauerfahrer Alfred Koecher-Berlin mit seinen Schrittmachern nach einer Aufnahme von Kricheldorff verbreitet.[13]

Julius Kricheldorff hat sich jedoch insbesondere als Militärfotograf einen Namen gemacht:
- Das Landesarchiv Baden-Württemberg ist, häufig durch Nachlass, im Besitz von 18 verschiedenen Großfotos Kricheldorffs. Diese sind häufig auf Halbkarton geklebt und haben teils eine Kantenlänge von mehr als einem halben Meter. Die Fotos zeigen Gruppenbilder, deren einzelne Mitglieder in der Regel namentlich genannt sind, unterhalb des Fotos auf dem Karton aufgedruckt. Die Sammlung des Archivs umfasst den Zeitraum von 1888 bis 1912. Tituliert hat das Archiv die Aufnahmen und Fotomontagen mit Überschriften wie etwa „Teilnehmer (ca. zweiundfünfzig Personen) am Lehrkurs der Militär-Schiessschule Spandau in Waldlichtung teils stehend, teils sitzend, im Hintergrund eine Hütte“.[14]
- Militärgruppenbilder Kricheldorffs wurden auch als Ansichtskarten verbreitet.[15]